# 신선로 (영천시)
신선로(Sinseon-ro)는 대한민국의 경상북도 영천시 화남면에서 시작하여, 임고면을 거쳐 연결하는 도로이다.

## 노선 경로
- 삼거리 명칭 미상 - 천문로 (국도 제35호선)
- 신호2교 - 대구포항고속도로
- 죽곡2교 - 대구포항고속도로
- 사거리 명칭 미상 - 포은로 (국가지원지방도 제69호선)
- 평천다신길와 직결